# Mohs kirurgi
Mohs kirurgi är en specialbehandling för att helt avlägsna en hudcancer. Genom namnet hedras den kirurg, Fredric Mohs, som utvecklat metoden. Denna behandling skiljer sig från andra metoder genom fullständig mikroskopisk undersökning av all vävnad som opereras bort.
Mohs kirurgi (Mohs micrographic surgery, MMS) är en upprepad kirurgisk teknik för säkert avlägsnande av hudtumörer tack vare intraoperativ mikroskopisk kontroll av radikaliteten. MMS har visat sig vara den metod som är överlägset bäst på att uppnå radikalitet vid högrisktumörer och är av särskild nytta då hudtumören växer på ett svåravgränsat sätt; är belägen i ansiktet eller vid recidiv av tidigare felbehandlad hudtumör. 
Internationellt används MMS för avlägsnande av alla möjliga former av hudcancer men i Sverige används metoden i princip uteslutande för aggressivt växande basalcellscancer (BCC) eller recidiv av BCC i ansiktsregionen på grund av bristfälliga resurser. Mohs kirurgi utförs på Sahlgrenska universitetssjukhuset och Skånes universitetssjukhus i Lund.